# Joachim Menz
Joachim Rudolf Menz (* 26. März 1939 in Zwickau) ist ein deutscher Geodät.
Menz wurde 1969 an der Bergakademie Freiberg promoviert (Photogrammetrische Aufnahmen mit dem Stereomikroskop SM XX des VEB Carl Zeiss Jena) und war dort Professor am Institut für Markscheidewesen und Geodäsie.
Er befasste sich mit Geostatistik, Geomodellierung, astronomischer und physikalischer Geodäsie, Photogrammetrie, Fernerkundung, Gebirgs- und Lagerstättengeometrie (z. B. geostatistische Vorhersage von Schichtenverläufen), EDV im Bergbau und Photogeologie.
1992 erhielt er als erster Wissenschaftler aus den neuen Bundesländern den Gottfried-Wilhelm-Leibniz-Preis der Deutschen Forschungsgemeinschaft (DFG).

## Schriften (Auswahl)
- mit Joachim Ohser: Automatisierte fotografische Haufwerkanalyse, Freiberger Forschungshefte, Reihe A, 741, Leipzig: Deutscher Verlag der Grundstoffindustrie, 1987.
- als Herausgeber: Angewandte Geostatistik in Bergbau, Geologie, Geophysik, Geodäsie und Umweltschutz, Dresden, Cpress-Verlag 2000.